# Tom Vialle
Tom Vialle   (Avinyó, 28 d'octubre de 2000) és un pilot de motocròs occità que ha estat Campió del món de MX2 les temporades del 2020 i 2022. És fill d'un altre conegut pilot de motocròs, Frédéric Vialle, qui va disputar el mundial de 125cc durant la dècada del 1990 amb resultats destacats.

## Trajectòria esportiva
El 2011, Vialle va obtenir el seu primer títol en guanyar el Campionat de França de motocròs en la categoria de 65cc. El 2017 va debutar al Campionat d'Europa de 250cc (EMX250) pilotant-hi una KTM en alguna prova. El 2018, va competir a plena dedicació al campionat EMX250, inicialment amb una Husqvarna però a meitat de la temporada va tornar a la KTM. Va pujar al podi tres vegades i va acabar la temporada al vuitè lloc.
El 2019, Tom Vialle va debutar al campionat del món de motocròs de MX2. Va signar per dues temporades amb l'equip de fàbrica de KTM, dirigit per Pit Beirer i Joël Smets. Va guanyar el Gran Premi de Suècia en la seva primera temporada i va acabar quart a la classificació final. Va acabar la segona temporada en aquesta categoria amb el títol mundial, que va revalidar el 2022. El 2023 va formar part de la selecció francesa que guanyà el Motocròs de les Nacions.
Des del 2023, Vialle competeix als Campionats AMA de motocròs. El 2024 en va guanyar el de Supercross 250 East i fou segon al de motocròs en la mateixa cilindrada.

## Palmarès al Campionat del Món
Font:
| Any  | Motocicleta | MX2 |
| ---- | ----------- | --- |
| 2019 | KTM         | 4t  |
| 2020 | KTM         | 1r  |
| 2021 | KTM         | 3r  |
| 2022 | KTM         | 1r  |

#### Resultats per Gran Premi
(Llegenda)
| Any Campionat | Rda 1 | Rda 2 | Rda 3 | Rda 4 | Rda 5 | Rda 6 | Rda 7 | Rda 8 | Rda 9 | Rda 10 | Rda 11 | Rda 12 | Rda 13 | Rda 14 | Rda 15 | Rda 16 | Rda 17 | Rda 18 | Posició mitjana | % Podis | Posició |
| ------------- | ----- | ----- | ----- | ----- | ----- | ----- | ----- | ----- | ----- | ------ | ------ | ------ | ------ | ------ | ------ | ------ | ------ | ------ | --------------- | ------- | ------- |
| 2019 MX2      | 7     | 3     | 10    | 3     | 7     | 10    | 9     | 4     | 7     | 2      | 2      | 2      | 15     | 4      | OUT    | 1      | 5      | 2      | 5,47            | 41%     | 4t      |
| 2020 MX2      | 2     | 1     | 1     | 4     | 2     | 3     | 1     | 1     | 6     | 2      | 2      | 1      | 1      | 1      | 6      | 3      | 8      | 2      | 2,61            | 78%     | 1r      |
| 2021 MX2      | 1     | OUT   | DNF   | OUT   | 11    | 7     | 4     | 1     | 1     | 1      | 2      | 1      | 2      | 1      | 9      | 2      | 3      | DNF    | 3,29            | 71%     | 3r      |
| 2022 MX2      | 2     | 11    | 1     | 1     | 1     | 3     | 2     | 1     | 1     | 1      | 9      | 1      | 5      | 3      | 2      | 1      | 1      | 1      | 2,61            | 83%     | 1r      |

## Resultats per any als campionats AMA
(Llegenda)
| Any Campionat | Rda 1 | Rda 2 | Rda 3 | Rda 4 | Rda 5 | Rda 6 | Rda 7 | Rda 8 | Rda 9 | Rda 10 | Rda 11 | Rda 12 | Rda 13 | Rda 14 | Rda 15 | Rda 16 | Rda 17 | Posició mitjana | % Podis | Posició |
| ------------- | ----- | ----- | ----- | ----- | ----- | ----- | ----- | ----- | ----- | ------ | ------ | ------ | ------ | ------ | ------ | ------ | ------ | --------------- | ------- | ------- |
| 2023 250 SX-E | -     | -     | -     | -     | 7     | 6     | 4     | DNF   | 8     | 6      | -      | -      | DNF    | 14     | 7      | -      | 14     | 9,42            | -       | 8è      |
| 2023 250 MX   | 4     | 4     | DNF   | 5     | 4     | 1     | 6     | DNF   | 6     | 5      | 3      | -      | -      | -      | -      | -      | -      | 4,22            | 22%     | 6è      |
| 2024 250 SX-E | -     | -     | -     | -     | 18    | -     | 3     | 1     | 1     | 2      | -      | -      | 3      | 3      | 2      | -      | 8      | 4,56            | 78%     | 1r      |
| 2024 250 MX   | 3     | 2     | 3     | 5     | 2     | 4     | 7     | 2     | 11    | 2      | 1      | -      | -      | -      | -      | -      | -      | 3,82            | 64%     | 2n      |